# Dubove, Dovjansk
Dubove (în ucraineană Дубове, în trecut, Satul minele 5-6, în ucraineană Се́лище ша́хти 5-6, Satul Aniversarea a 25 de ani a Comsomolului, în ucraineană Се́лище і́мені 25-рі́ччя ВЛКСМ, până în 2016, Komsomolskîi, în ucraineană Комсомольський) este o așezare de tip urban din orașul regional Dovjansk, regiunea Luhansk, Ucraina. În afara localității principale, nu cuprinde și alte sate.

## Demografie
Componența lingvistică a așezării de tip urban Dubove
     Rusă (97,59%)
     Ucraineană (2,12%)
     Alte limbi (0,03%)
Conform recensământului din 2001, majoritatea populației așezării de tip urban Dubove era vorbitoare de rusă (97,59%), existând în minoritate și vorbitori de ucraineană (2,12%).